# Equal Rights Amendment
Equal Rights Amendment (ERA) är ett föreslaget tillägg till USA:s konstitution, utformad för att tillförsäkra lika rättigheter till alla medborgare oavsett könstillhörighet. Det föreslogs då konstitutionen redan förut försäkrar lika rättigheter till alla medborgare oavsett etnicitet och religiös tillhörighet, men saknar samma försäkran ifråga om kön. Införandet av ERA skulle innebära att det vore möjligt att hänvisa till konstitutionen för att förhindra könsdiskriminering kring en rad lagar, till exempel inom skilsmässa, egendomsrättigheter, arbetsförhållanden och andra lagar, i likhet med hur tilläggen kring etnicitet används för att förhindra rasdiskriminering. ERA är ännu inte infört i USA, trots flera försök och kampanjer sedan 1923.

## Historia
ERA utformades för första gången av Alice Paul och Crystal Eastman och lades fram för USA:s kongress i december 1923. Vid denna tid var det främst välutbildade medelklasskvinnor som stödde ERA, medan kvinnor inom arbetarrörelsen såg en risk att den kunde leda till att även särskilda skyddslagar för specifikt kvinnor, som arbetarrörelsen hade uppnått för att skydda arbetarkvinnor, kunde avskaffas om könen likställdes.
I samband med andra vågens feminism under 1960-talet återkom frågan om ERA på dagordningen. År 1971 togs frågan om ERA åter upp i kongressen av ledamoten Martha Griffiths. Den accepterades av representantshuset i oktober och av senaten 1972, vilket formellt förde upp den på dagordningen. Kongressen godkände att ERA skulle tas upp till omröstning om förslaget röstades igenom av åtminstone 38 delstater före 22 mars 1979.
Frågan fick stöd av både demokrater och republikaner och presidenterna Nixon, Ford och Carter, och hade år 1977 fått stöd från 35 av de nödvändiga 38 delstaterna. 1978 förlängdes deadlinen till 30 juni 1982. ERA bedömdes vara på väg att gå igenom då Phyllis Schlafly organiserade konservativa kvinnor till motstånd. Hennes lobbyorganisation Eagle Forum, som bland annat byggde på rädslan att likställighet kunde innebära att kvinnor förlorade även positiv särbehandling så som underhåll och vårdnaden om barnen efter skilsmässa, gjorde att fyra delstater drog tillbaka sitt godkännande av ERA. Detta väckte juridiska frågor om huruvida det var legalt för en delstat att dra tillbaka ett redan klubbat beslut. Frågan avstannade efter detta. Det önskade antalet stater som godkänt ERA var inte uppnått när tidsfristen löpte ut 1982. Sedan dess har förslag lagts fram om att återuppta frågan.